# Paul Daher
Pour les articles homonymes, voir Daher (homonymie).
Paul Daher (né le 29 septembre 1854 à Marseille,,, où il est mort le 4 septembre 1938) est un armateur, négociant et homme politique français d'origine syrienne,,,, père d'André Daher et arrière-grand-père de l'actuel PDG de la société Daher, Patrick Daher.

## Biographie

### Jeunesse et études
Les parents de Paul Daher arrivent à Marseille dans le milieu du XIXe siècle. Ce sont des négociants de laine et de coton originaires d'Alep,.
Il obtient un baccalauréat littéraire au lycée de Marseille,[source insuffisante].
Son père décède lorsqu'il a 14 ans.

### Carrière
Après l'obtention de son baccalauréat, il est embauché par un ami de sa mère, Alphonse Barban, qui possède une entreprise de négoce à Marseille, dont le principal client est l'entreprise de matériaux de construction Lafarge,.
En 1882, il devient l'associé de Barban. En 1886, Barban et Daher ont sept employés.
Daher crée en parallèle une autre entreprise en 1895, la Société de Navigation à Vapeur Daher, qui se spécialise dans le transport de locomotives, tramways, autobus et wagons de chemins de fer, puis ouvre une première ligne vers la Tunisie.
En 1898, au départ en retraite d'Alphonse Barban, le fondateur de la société, Paul Daher reprend l'entreprise et la transforme en un groupe de transport maritime et de négoces qu'il nomme Daher & Cie. Bien introduit au sein de l'aristocratie marseillaise, qu'il a fréquentée au lycée de Marseille, il devient membre du conseil d'administration de la Société générale des transports maritimes et de la Société immobilière de Marseille.
À partir de 1909, Daher s'entoure des membres de sa famille pour faire fructifier son entreprise.
Il est nommé chevalier de l'ordre national de la Légion d'honneur en 1912.
En 1922, lorsqu'Atatürk abolit l'empire ottoman, Paul Daher demande la nationalité française.
En 1932, il s'éloigne de ses obligations professionnelles du fait de soucis de santé.
Il est, pendant un certain nombre d’années, vice-consul de Turquie à Marseille.